# 倪诗群
倪诗群（1997年2月26日—），上海人，中国女子国际象棋棋手、女子特级大师。
倪诗群于2013年获女子国际大师称号。2015年，她代表上海财经大学参加了在北京举行的首届亚洲大学生国象锦标赛，最终以8胜1和积8.5分的优异战绩夺得女子个人冠军，并获得最佳棋手奖。同年，她晋升为女子特级大师。